# Piwo bij de Zoeloes
Piwo bij de Zoeloes is het derde en laatste stripverhaal van de reeks Piwo het houten paard. Het is geschreven en getekend door Willy Vandersteen.

## Inhoud
Deze strip gaat over een levend, houten paard genaamd Piwo

## Uitgaven
Het verhaal is niet voorgepubliceerd en verscheen als album in 1946. Het werd uitgegeven door uitgeverij Ons Volk.
In 1993 verscheen een luxe gebundelde uitgave van de drie verhalen, ditmaal uitgegeven door Standaard Uitgeverij.